# 디스크 자키 목록
이 문서는 디스크 자키를 정리한 것이다.

## 대한민국
- AK
- Apachi
- Apex
- Apromani
- Arch
- Bagagee Viphex13
- Baryonyx
- BRLLNT
- Bstiroad
- Cabinett
- Carlos Juan
- Cream
- DJ Conan
- Deepshower
- Dmekk
- Drill
- 돈 스파이크
- Dguru
- DJ Bowlcut
- DJ 소다
- DJ KOO
- DJ 처리
- DJ 한민
- Ferry: 캐나다 출신의 DJ이며 한국에서 영어학원을 운영했던 경력을 가지고 있어서 한국어 실력이 굉장히 출중하며 귀화하여 성을 가지게 되었다.
- FIRST AID: DJMAX에 악곡을 투고한 경력이 있으며, 복고 힙합 아티스트인 기린에게 리믹스를 제공하기도 하였다.
- 플래시핑거: 본명은 김정환이며, 비트버거에 소속되어 현재 디스커버리 뮤직의 최고경영자이다. 플래시핑거는 2015년 9월부터 11월까지 유튜브에 디제잉 강좌를 연재하였다.
- 프릭하우스
- Fuzz
- Garenz
- DayWalker
- P.nutz
- Kiddo
- G-Park
- Hausk
- House Rulez
- Hwan
- Hyper
- Hyuky (Glen Check)
- Hogun
- IMLAY
- Inside Core
- J-Cat
- 준코코
- June One (Glen Check)
- J-Path
- Kago Pengchi
- Kang.M
- 킨더가튼: 옥타곤의 고정 디제이로 가장 유명한 유치원 교사이며, 패션업체 마케터 등의 경력이 있다.
- KINGMCK
- Kisoo
- Luna
- Massive Ditto
- Mazestik
- Maximite
- Mercury
- Mewloud
- Moai
- Moota
- Moriarty
- Myo
- NEKTWORK
- Night Tempo
- Pascal Dior: 과거 푸른거탑에 손담비 역으로 출연하였다.
- Primit
- Quandol
- 라디오 레볼루션
- Rana
- Redflash
- RE:VIBE: 본명은 기준성이며 사비어 로카의 컨디션 난조로 솔로로 데뷔했다. 솔로 활동을 시작으로 지금의 이름으로 바꿨다.
- R.Tee
- Roem
- Rubato
- Rustin Justin
- Schedule 1
- shÁun
- Smasher
- Soma
- Somal
- Soo Lee
- Sunny Terrace
- TAK
- Techzin: 문 레코드의 소속 레이블 엠투의 고정 디제이였으나 현재는 엠투 탈퇴 후 프리랜서가 되었다.
- Tezz
- Unkle
- Vamp
- Vandal Rock
- Zin
- ZTKK
- ZB
- DJ 춘자
- 프란코즈
- Chicken.lee

## 국외
- 그레고르 살토
- 나이프 파티
- 니키 로메로
- 다비드 게타
- 다프트 펑크
- 더브비전
- 던 디아블로
- 덥스
- 디미트리 베가스 & 라이크 마이크: 벨기에의 DJ이며 디미트리 베가스와 라이크 마이크가 결성하였다. 이들은 DJ 매거진의 2015년 탑 100 DJ에서 1위를 달성했다.
- 디플로
- 대닉
- 대쉬 베를린
- 데드마우스
- 로저 샤
- 루카스 & 스티브
- 리햅
- 랭크 1
- 마르쿠스 슐츠
- 마시멜로
- 마틴 게릭스: 네덜란드의 DJ이며 현재 DJ 매거진의 2016-17년 탑 100 DJ에서 1위를 달성했다.
- 마르탱 솔베이그
- 메스토
- 바이스톤
- 보저스
- 블래스터잭스: 네덜란드의 DJ이며 스피닝 레코드 소속의 산하 레이블 맥시마이즈 레코드의 수장으로 알려져 있다.
- 빙고플레이어
- 베이스제커스
- 샌더 반 둔: 네덜란드의 DJ이며 스피닝 레코드 소속의 산하 레이블 Doorn Records의 수장으로 알려져 있다.
- 스웨디시 하우스 마피아: 스웨덴의 DJ이며, 2013년에 해체되었다.
- 스크릴렉스: 덥스텝으로 유명한 DJ이다.
- 스티브 아오키
- 쇼텍
- 아르민 판 뷔런: 네덜란드의 DJ이며 DJ 매거진의 탑 100 DJ에서 4회 연속 1위를 달성했다.
- 아비치
- 아프로잭
- 악스웰 앤 인그로소: 과거 스웨디시 하우스 마피아 소속이었던 악스웰과 세바스티안 인그로소가 결성하였다.
- 알리 필라
- 알레소
- 어보브 앤 비욘드
- 올리버 헬던스
- 유멧 오즈칸
- 앤디 무어
- 앨런 워커
- 잭 유
- 제드
- 제이 하드웨이
- 체인스모커스
- 칼 콕스
- 캘빈 해리스
- 크루엘라
- 토부
- 티에스토: 네덜란드의 DJ이며 DJ 매거진의 탑 100 DJ에서 3회 연속 1위를 달성했으며 최초로 2004년 하계 올림픽의 개막식에서 라이브 연주를 하였다. 티에스토는 스피닝 레코드 소속의 산하 레이블 AFTR:HRS의 수장으로 알려져 있다.
- 파이어비츠
- 파울 반 디크
- 폭스 스티븐슨
- 페리 코스턴
- 하드웰: 네덜란드의 DJ이며 DJ 매거진의 탑 100 DJ에서 2회 연속 1위를 달성했다.
- 헤드헌터즈
- DJ 스네이크
- DallasK
- KSHMR
- MATTN
- MOTi
- NWYR
- W&W

## 같이 보기
- 전자 음악 장르 목록